# Arno Gisinger

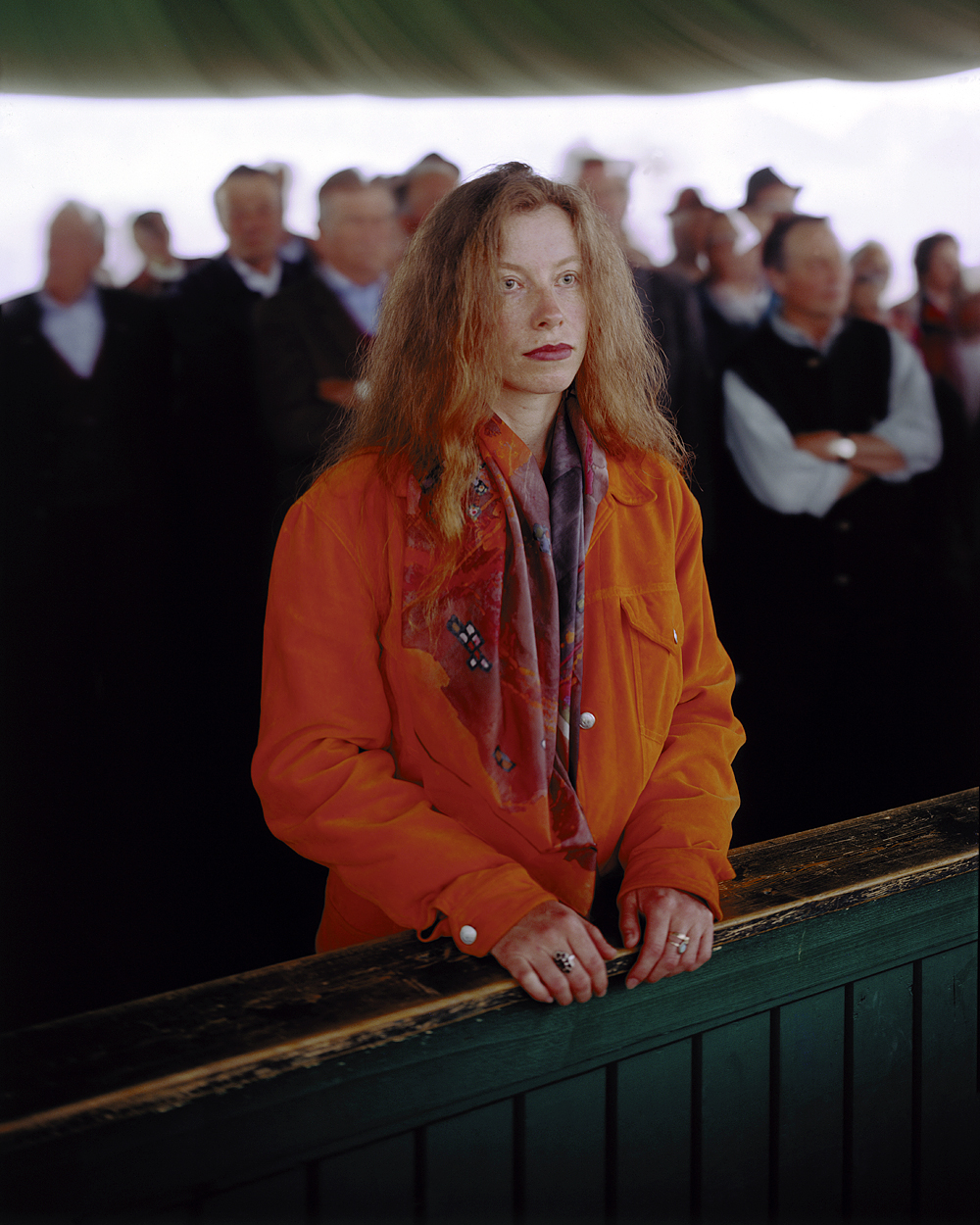
Série de portraits de visiteurs d'un panorama (1998).

Arno Gisinger, né le 22 janvier 1964 à Dornbirn, est un photographe autrichien, qui vit et travaille à Paris.

## Biographie
Né en 1964 à Dornbirn (Autriche), Arno Gisinger est diplômé de l’École nationale supérieure de la photographie d’Arles (1994). Entre 1982 et 1988 il accomplit des études d’histoire et de philologie allemande à l’Université d'Innsbruck. Sa double formation d’artiste et d’historien l’amène à travailler sur les relations entre mémoire, histoire et représentations visuelles. La photographie est au cœur de sa pratique artistique et de son enseignement en Autriche et en France. Artiste en résidence à Londres en 1995/1996 et à la Cité internationale des arts en 2004, Arno Gisinger vit et travaille aujourd’hui à Paris. Il enseigne à l'Université Paris 8.

### Son travail

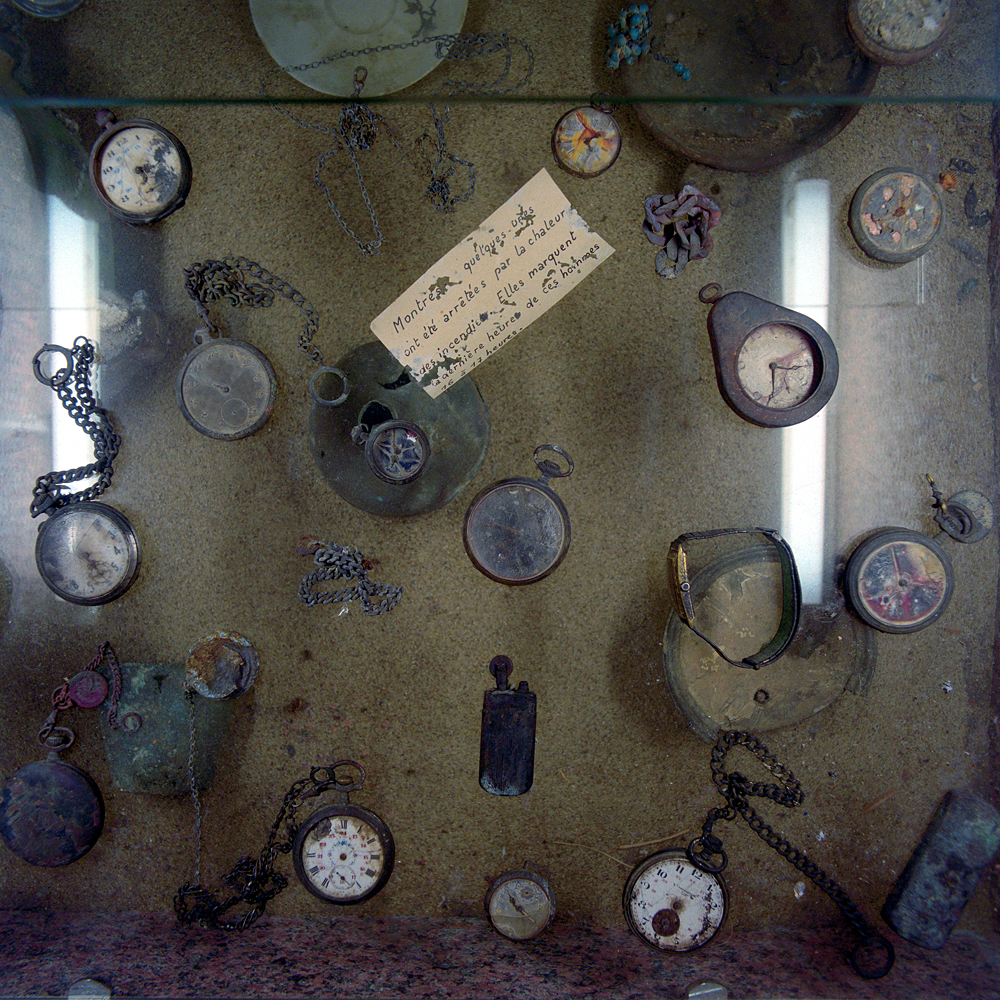
Collection de montres conservées à Oradour-sur-Glane (1994).

Depuis 1994, Arno Gisinger poursuit une œuvre cohérente consacrée à l’histoire et à la mémoire. Il n’est certes pas le seul photographe à s’intéresser aujourd’hui aux traces des événements d’hier. Songeons à Stéphane Duroy ou aux Espagnols Bleda y Rosa. Mais sa singularité réside d’une part dans l’importance qu’il accorde au document historique et à la recherche en archives, et d’autre part dans une réflexion sur le phénomène commémoratif envisagé dans sa complexité, ses formes ou son absence. Ses photographies présentent aussi bien des lieux et des objets que des individus. Cependant, son œuvre ne peut être réduite à la question des genres du paysage, de la nature morte et du portrait. Elle oscille bien davantage entre une photographie de la mémoire, consacrée aux traces très visibles des événements, et une photographie de l’oubli qui souligne l’effacement des marques du passé. (Étienne Hatt, Présences du passé, l’œuvre d’Arno Gisinger, dans : Photos nouvelles, janvier 2007)

## Expositions

### Expositions personnelles

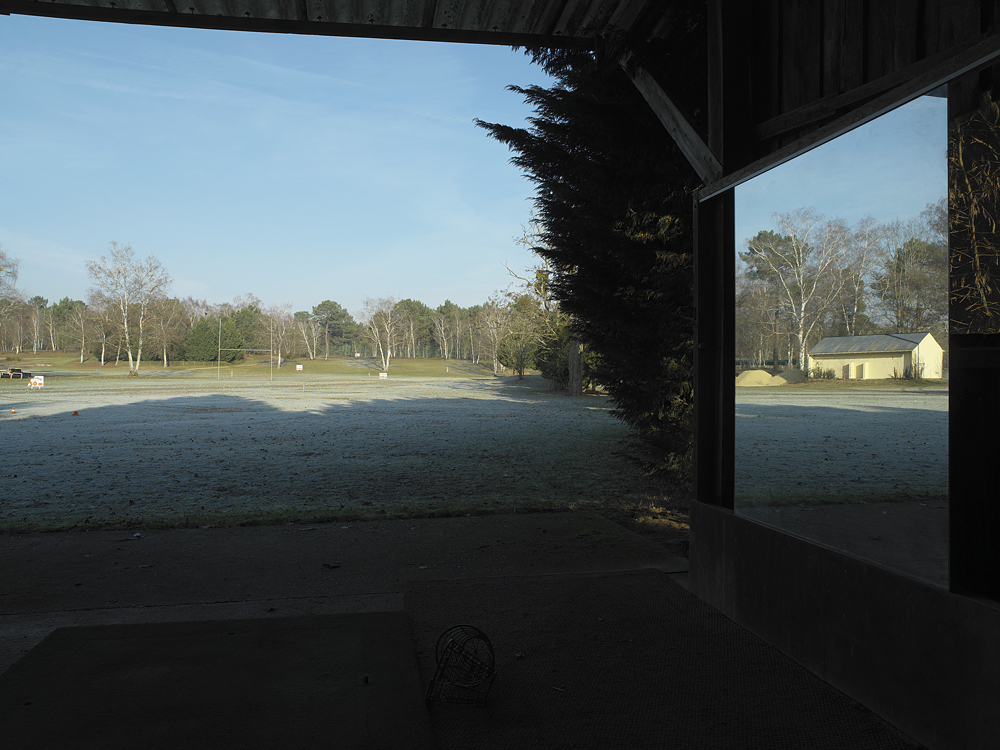
Coudrecieux & Mulsanne : diptyque montrant deux anciens camps pour les tsiganes en France (2004).

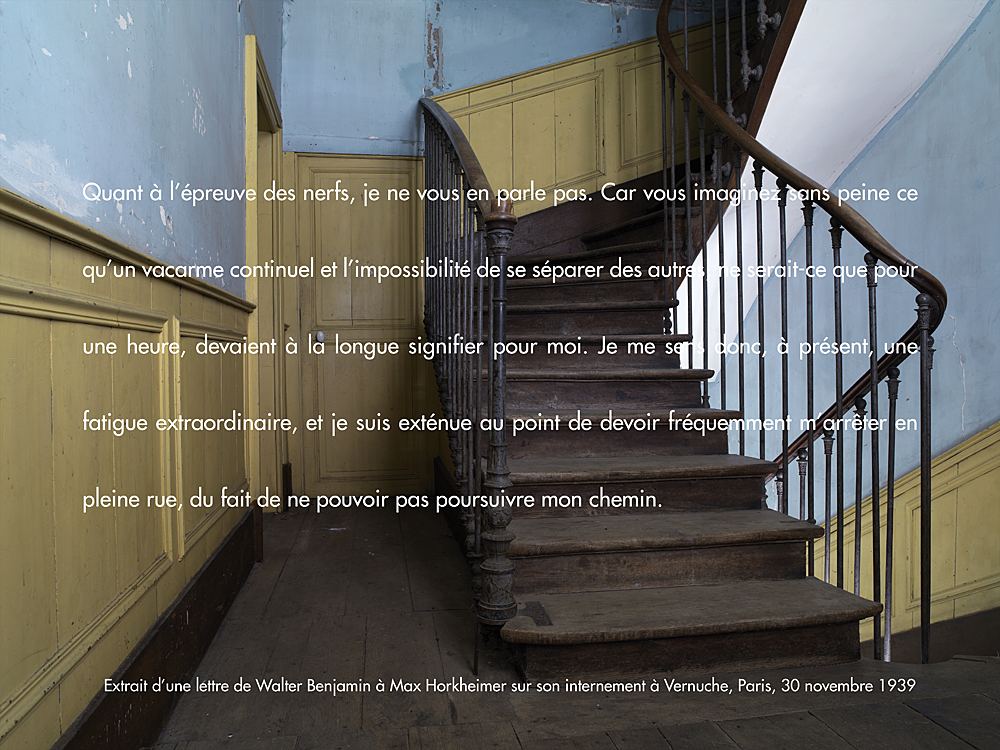
Sur les années d'exil du philosophe allemand Walter Benjamin (avec Nathalie Raoux) (2008).

- Topoï, Braunschweig, Paris, Biel, Linz 2012 - 2013
- Atlas, suite (avec Georges Didi-Huberman), Le Fresnoy - studio national des arts contemporains, Tourcoing 2012
- Occupants - Occupés, Musée de la Résistance, Limoges 2012
- Konstellation Benjamin, École supérieure d’arts de Lorient 2011
- Konstellation Benjamin, Galerie Le Bleu du Ciel, Lyon 2011
- Indices, Montpellier 2010
- Unsichtbare Stadt, VAI Dornbirn (Autriche) 2010
- Scandaleux réel, Galerie Arena, Rencontres de la photographie d'Arles 2009 (avec Anthony Haughey)
- Hotel Jugoslavija, Valenciennes 2008
- Bastia Sud, Bastia 2008
- Konstellation Benjamin, La Filature, Mulhouse 2007
- Et maintenant Pondichéry, Paris 2006
- Coudrecieux & Mulsanne, La Vitrine de la SFP, Paris 2006
- Walter Benjamin – Hotel de Francia, Galerie Condé, Paris 2005
- Nuremberg : Les coulisses du pouvoir, Jeu de paume (mois de la photo), Paris 2004
- Nuremberg : la scène du procès, Galerie nationale du Jeu de Paume (Mois de la Photo), Paris 2004
- Maisons-palais du Sud de l’Inde, Galerie 779, Paris 2003 et Galerie Brigitte Haasner, Wiesbaden 2003
- Vom Großvater vertrieben, vom Enkel erforscht?, Leo Baeck Institut (de) New York et Jüdisches Museum Wien (de)
- Betrachterbilder, Galerie 779, Paris 2001
- Dies ist der Stuhl für den Paten, synagogue de Hohenems 2001
- Voltaire post mortem, Château Ferney-Voltaire  Betrachterbilder, Galerie Fotoforum, Bolzano 2001
- Invent arisiert, Kaiserliches Hofmobiliendepot (de), Wien 2000
- Oradour, Messerschmitthalle, Château Ferney-Voltaire, Betrachterbilder, Kulturzentrum Remise, Bludenz 2000
- Le Siège de Pondichéry, Alliance française de Pondichéry und Musée des Arts Décoratifs, Paris 1998
- Faux Terrain, Institut français d'Innsbruck 1997
- Synagogenorte, musée juif de Hohenems 1996
- Oradour. Messerschmitthalle, Klangspuren Schwaz 1995

### Expositions collectives
- LA 09, Franzensfeste 2009
- Photos & Légendes, Pantin 2008
- Le Mois de l'Image, Hô Chi Minh-Ville 2007
- Biennale de la photographie, Lyon 2006
- Coudrecieux & Mulsanne, Les Photographiques, Le Mans 2006
- « D'un moment à l'autre », Rencontres internationales de la photographie d'Arles, 2005 et Nogent-sur-Marne 2006
- « Ça ne se représentera plus », Galerie du Cloître, École des beaux-arts de Rennes 2005
- Invent arisiert und 147, rue Sainte-Catherine, Imagiques. Rencontres photographiques en Sud-Gironde 2004
- Parlez-moi d’Oradour, Centre de la Mémoire d’Oradour 2004
- Faux Terrain, Septembre de la Photographie - Quinze en Europe, Nizza 2000
- Du côté d'Oradour, Oradour-sur-Glane, 1998
- Betrachterbilder, Sehnsucht Heimat, Salzlager Hall in Tirol 1998
- Oradour, Fotofestival Noorderlicht, Groningue, 1995